# June Maston
June Maston (Australia, 14 de marzo de 1928-4 de diciembre de 2004) fue una atleta australiana, especialista en la prueba de 4 x 100 m en la que llegó a ser subcampeona olímpica en 1948.

## Carrera deportiva
En los JJ. OO. de Londres 1948 ganó la medalla de plata en los relevos de 4 x 100 metros, corriéndolos en un tiempo de 47.6 segundos, llegando a meta tras Países Bajos y por delante de Canadá, siendo sus compañeras de equipo: Shirley Strickland, Betty McKinnon y Joyce King.